# Васильчики
Васи́льчики (укр. Васи́льчики) — историческая местность в Шевченковском районе города Киева. Расположена на территории современного парка «Нивки» возле станции метро «Берестейская», поблизости от пересечения Берестейского проспекта и железной дороги. Прилегает к местностям Дегтяри, Волейков, Шулявка и Грушки. Ближайшая станция метро — «Берестейская».
Местность известна с середины XIX столетия как хутора Синькивщина и Хмеловщина. В 1859 году указом императора Александра II эти хутора были переданы в вечное наследственное владение Киевскому, Подольскому и Волынскому генерал-губернатору И. И. Васильчикову. С тех пор известны под современным названием — как хутор или дача Васильчики. После смерти И. Васильчикова (в 1863 году) перешли во владение его вдовы Е. А. Васильчиковой, которая завещала хутор Свято-Троицкому (Ионинскому) монастырю на Зверинце. С середины 1930-х годов тут была государственная дача. Парк «Нивки» (имени XXII съезда КПСС) был открыт в 1962 году.